# Цунц, Нафанаил
Нафанаил (Натан) Цунц (нем. Nathan Zuntz; 7 октября 1847, Бонн — 22 марта 1920, Берлин) — немецкий физиолог. Доктор наук (1868). Один из пионеров современной высотной физиологии и авиационной медицины.

## Биография
Родился в семье еврейского купца. Изучал медицину в Боннском университете. Был ассистентом Макса Шульце.
В 1871 году стал приват-доцентом, в 1872 году — почетный профессор физиологии в Landwirtschaftlichen Akademie в Поппельсдорфе.
В 1874 году был экстраординарным профессором физиологии в Бонне, в 1880 году работал помощником у Эдуарда Фридриха Пфлюгера.
С 1881 до отставки в 1919 году — профессор физиологии животных Сельскохозяйственной высшей школы в Берлине (ныне Сельскохозяйственный университет Берлина) и директор Физиологического института.

## Научная деятельность

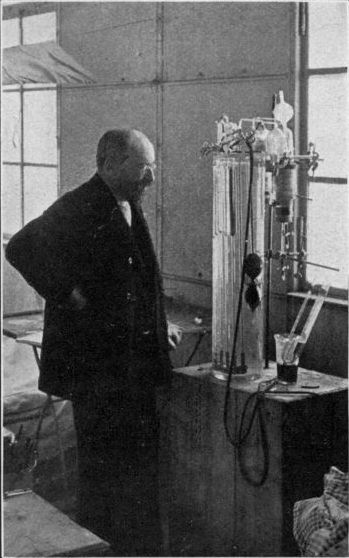
Н. Цунц в лаборатории

Цунц принимал участие во многих аспектах физиологических исследований, в том числе, изучал обмен веществ, дыхание и питание. Широко известен своими работами в области высотной физиологии. Провёл обширные исследования физиологических изменений в организме животных и человека в экстремальных условиях.
Многие из его полевых исследований были проведены в Capanna Regina Margherita (Италия), научно-исследовательской станции на вершине горы Монте-Роза (Швейцария). В 1902 году со своими помощниками он сделал два высотных восхождения в горы, во время которых они достигли высоты 5000 метров. В 1910 году Цунц вместе с физиологами Арнольдом Дуригом (1872—1961) и Джозефом Баркрофтом (1872—1947) принял участие в научной экспедиции на вулкан Тейде на Канарских островах и пик Тенерифе.
Автор ряда статей по высотной медицине, одной из его наиболее известных его работ была «Höhenklima und Bergwanderungen in ihrer Wirkung auf den Menschen» (Высокогорный климат и альпинизм и их влияние на человека).
В 1885 году с Августом Юлиус Геппертом (1856—1937), он создал дыхательный аппарат Zuntz-Geppert’schen Respirationsapparat. Для полевых исследований Цунц изобрел портативное измерительное устройство сухого газа.
В 1889 году построил одну из первых в мире беговую дорожку, а в 1914 году добавил рентгеновский аппарат к аппарату для наблюдения за сердечными изменениями во время физических упражнений. Кроме того, он создатель первой лаборатории спортивной медицины в Германии (1911).

## Публикации
Из большого числа учёных публикаций Н. Цунца заслуживают особого внимания:
- «Beiträge zur Physiologie des Blutes» (Бонн, 1868);
- «Blutgase und respiratorischer Gaswechsel» («Hermanns Handb. d. Phys.», IV);
- «Untersuchungen über der Stoffwechsel des Pferdes bei Ruhe und Arbeit» (3 ч., 1889—1898);
- «Untersuchungen an 2 hungernden Menschen» (вместе с Леманном, Мюллером, Мунком и Сенатором, «Virchow’s Arch.», CXXXI).
- «Studien zu einer Physiologie des» (Berlin, Hirschwald, 1901);
- «Ergebnisse zweier Ballonfahrten zu physiologischen Zwecken», Pflügers Archiv 92 (1902), 479—520.
- «Höhenklima und Bergwanderungen in ihrer Wirkung auf den Menschen». Ergebnisse experimenteller Forschungen im Hochgebirge und Laboratorium. Berlin, Verlagshaus Bong, 1906.
- «Lehrbuch der Physiologie des Menschen», Leipzig, F.C.W. Vogel, 1909.
- «Zur Physiologie und Hygiene der Luftfahrt», Berlin, Springer, 1912.

## Награды и отличия
- Член Леопольдины (с 1884),
- Кавалер ордена Красного Орла 4-й степени (1897),
- Кавалер Ордена Святого Станислава 2 степени (Российская империя) (1912),
- Железный крест 2 класса (1916),
- Кавалер Ордена Короны 2 класса (Пруссия) (1918),
- Почётный доктор университета Вены (1913),
- Почётный доктор университета фонда ветеринарной медицины в Ганновере (1918)
- Почётный доктор Боннского университета.
- Член Венгерской академии наук.